# 三谷信
三谷 信（みたに まこと、1925年（大正14年）3月4日 - 2000年（平成12年）7月5日）は、日本の実業家。作家・三島由紀夫の幼少・青少年期の無二の親友。『仮面の告白』の草野のモデル。同書の園子のモデルは妹・三谷邦子。

## 来歴
学習院初等科から学習院中等科を経て、1944年（昭和19年）9月に学習院高等科を卒業するまで、14年間にわたり三島の同級生の親友であった。1944年（昭和19年）9月から1945年（昭和20年）9月まで幹部候補生として兵役に就いた。
1948年（昭和23年）3月、東北帝国大学（現・東北大学）法学部を卒業。日本興業銀行を経て、1979年（昭和54年）4月、興和不動産に監査役として1996年（平成8年）まで勤務した。
1985年（昭和60年）7月、『級友 三島由紀夫』を学習院時代の恩師・松尾聰の序文を入れ、笠間書院で刊行したが、三島夫人・平岡瑤子より著作権上の理由で回収要求にあい、絶版を余儀なくされた。瑤子夫人没後の1999年（平成11年）12月に、中公文庫で再刊。
他に『決定版 三島由紀夫全集第38巻・書簡』（新潮社、2004年）に収録されている（手紙・葉書文のみ）。

## 家族・親族
父・三谷隆信は、駐仏大使・学習院女子部長を経て、1965年（昭和40年）まで昭和天皇の侍従長を務めた。伯父・三谷隆正はプロテスタント哲学者。同じく伯父（父・隆信とは異父兄）は時代小説家・劇作家で著名な長谷川伸。
妻・凉子の父・岸喜二雄は、神戸税関長・日本興業銀行頭取・日本銀行政策委員・富士重工業会長を務めた。岸は正岡子規の従弟。
信には妹が3人にいたが、すぐ下の妹・三谷邦子は三島の初恋の女性で、『仮面の告白』の園子のモデルとなった。若くして永井松三元外務次官の長男銀行員の永井邦夫に嫁いだ。
二番目の妹・道子は聖心女子学院を経て、聖心女子大学を首席卒業後、浅尾新甫日本郵船元社長の長男外務官僚の浅尾新一郎に嫁いで、浅尾慶一郎の母となった。
三番目の妹・正子は聖心女子学院、聖心女子大学を通じ美智子皇后の学友で、無二の親友。鮎川義介の長男鮎川弥一に嫁いで、鮎川純太の母となった。

## 著書
- 『級友 三島由紀夫』（笠間書院、1985年、中公文庫、1999年）